# Na počátku byl spam
Na počátku byl spam je deváté studiové album české hudební skupiny Insania, které vyšlo 7. května 2017.

## Podrobnosti
Název alba je parafrází prvního verše z Janova evangelia a též verše z písně „Nebe a Nietzsche“: „Na počátku bylo slovo, na konci je spam".
Závěrečná skladba „We Are The Losers" textově parafrázuje slavnou píseň „We Are the Champions“ od britské rockové skupiny Queen.
Podtitul alba je Příběhy o zradě.
Album bylo vydáno na CD, vinylu a digitálně.

## Přijetí
Kritiky na album byly vesměs velmi pozitivní. Oceňovány byly propracované vtipné texty, chytlavost a zvuk. Naopak albu bylo vytýkáno nízké tempo několika skladeb uprostřed stopáže.
Album bylo nominováno na cenu hudební akademie Anděl 2017 v kategorii „Alternativa“.
Skladba „Ať kypí žluč" se ironicky vyjadřuje k sociálním sítím. Ve videoklipu k ní účinkuje stand-up komička Adéla Elbel. Přestože hudební média skladbu chválila, od některých společenských skupin kapela sklidila negativní reakce.

## Videoklipy
Pro album byly natočeny videoklipy k písním „Nebe a Nietzsche“, „Joe si nepohlídal záda“ a „Ať kypí žluč“.

## Seznam skladeb
Autor textů Petr „Poly“ Pálenský, autor hudby Insania.
| Pořadí         | Název                                    | Délka |
| -------------- | ---------------------------------------- | ----- |
| 1.             | Nebe a Nietzsche                         | 4:14  |
| 2.             | Joe si nepohlídal záda                   | 2:52  |
| 3.             | Ať kypí žluč                             | 3:40  |
| 4.             | Chyby, co stihneš jen jedenkrát          | 2:47  |
| 5.             | Mezi námi přeskočila jiskra              | 3:27  |
| 6.             | Co zní temně, musí ze mě                 | 2:52  |
| 7.             | Mokré sny o smrti                        | 4:33  |
| 8.             | Celestýna si pořídila otlučenej revolver | 4:12  |
| 9.             | Stvořitel má tvůrčí krizi                | 3:37  |
| 10.            | Polibky nože                             | 3:56  |
| 11.            | Bohové jdou k lidem                      | 3:45  |
| 12.            | We Are The Losers                        | 1:53  |
| Celková délka: | Celková délka:                           | 42:27 |

### Bonusy
| Pořadí         | Název                                                                    | Délka |
| -------------- | ------------------------------------------------------------------------ | ----- |
| 13.            | Bohové jdou k lidem (Sweet Eighties Mix), rmxd by Jan "Drumanoid" Vozáry | 3:44  |
| 14.            | Celestýna Crashed, rmxd by Bodyia                                        | 3:37  |
| 15.            | Nebe a Nietzsche, rmxd by Vladivojna La Chia                             | 3:38  |
| 16.            | Mezi námi přeskočila jiskra, rmxd by Jan P. Muchow                       | 3:52  |
| 17.            | Ať shoří v pekle (Heaven Mix), rmxd by Midi Lidi                         | 2:46  |
| Celková délka: | Celková délka:                                                           | 59:36 |

### Bonusy na LP
| Pořadí | Název                             | Délka |
| ------ | --------------------------------- | ----- |
| 18.    | Letíme dál - nový underground 017 |       |

## Obsazení
- Petr „Poly“ Pálenský – zpěv, rap, kytara
- Petr „Tudy“ Holubář – klávesy
- Radovan „Klíma“ Kříž – baskytara
- Rostislav „BlackDrum“ Mozga – bicí

### Hosté
- Vladivojna La Chia - zpěv (7)